# Sakarya Atatürk Stadı
Das Sakarya-Atatürk-Stadion (türkisch Sakarya Atatürk Stadyumu oder auch Sakarya Atatürk Stadı) war ein Fußballstadion mit Leichtathletikanlage in der türkischen Stadt Adapazarı, Hauptstadt der Provinz Sakarya, im Westen des Landes. Es bot Platz für 13.216 Zuschauer.

## Geschichte
In den 1950er und 1960er Jahren befand sich am Standort das Adapazarı Şehir Stadı für Amateurfußballmannschaften mit Umkleidekabinen und einer kleinen Tribüne. Nachdem der Fußballvereins Sakaryaspor 1965 gegründet worden war, wurde ein taugliche Spielstätte gebaut. Die Anlage in der Marmararegion wurde im selben Jahr fertiggestellt und eröffnet. In der Saison 1980/81 erhielt das damalige Spielfeld aus Erdboden einen Naturrasen für den Aufstieg in die 1. Lig 1981/82. Sie war bis 2017 die Heimspielstätte von Sakaryaspor. Das Sakarya-Atatürk-Stadion verfügt u. a über eine Flutlichtanlage, Videoüberwachungssystem und behindertengerechte Plätze. Alle 13.216 Zuschauerplätze werden Sitzplätze. Danach zog der Club in das Yeni Sakarya Stadyumu um und das alte Stadion wurde 2018 abgerissen. Auf dem Gelände entstand eine öffentliche Parkanlage.